# Heinrich Leonhard Adolphi
Heinrich Leonhard Adolphi (* 9. Oktober 1852 in Wenden, Gouvernement Livland, Russisches Kaiserreich; † 21. Februar 1918 in Kawershof bei Walk, Lettland), lettisch Heinrihs Leonhards Ādolfijs oder Heinrihs Leonhards Adolfi, war ein deutsch-baltischer Pastor und Schachkomponist. Er gilt als evangelisch-lutherischer Märtyrer und ist auf dem Rigaer Märtyrerstein verzeichnet.
Die Datumsangaben in diesem Artikel richten sich, wenn nicht anders angegeben, für den Zeitraum bis 1918 nach dem julianischen Kalender.

## Leben

### Vor den Revolutionen
Heinrich Leonhard Adolphi war der Sohn des Stadtarztes von Wenden und in Livland bekannten Lyrikers Karl Heinrich Alexander (Alexis) Adolphi,
eines religiösen Mannes, und der Nancy Eleonore Adolphi, geb. Heerwagen. Heinrich Leonhard Adolphi ging von 1862 bis 1865 zur Kreisschule in Wenden und von 1865 bis 1871 zur Hollanderschen Anstalt in Birkenruh, die er mit dem Abitur abschloss. 1871 war er Hauslehrer im Pastorat von Serben in Livland.
Von 1872 bis 1876 studierte er aus innerem Antrieb Theologie an der Kaiserlichen Universität Dorpat. Von 1872 bis 1875 war er Mitglied des Theologischen Vereins Dorpat. 1875 wurde er dessen Archivar, später im Jahr dessen Präses. Er galt als fleißiger Student und wurde nach seinem Abschluss als graduierter Student und dem Bestehen der Prüfungen vor dem Konsistorium in Riga von 1876 bis 1879 zunächst wieder Hauslehrer, diesmal in Ruil im Gouvernement Estland. Sein Probejahr verbrachte er 1879 bei Pastor Auning in Sesswegen in Livland.
Am 30. Dezember 1879 wurde er von Ober-Pastor von Holst in der Rigaer Jakobi-Kirche zum Pastor von Adsel in Livland ordiniert, wo er ab 1880 arbeitete. In der damaligen Zeit war es für ihn als Pastor möglich, offiziell dem Schulwesen in seiner Gemeinde vorzustehen. So hielt er häufig Konferenzen mit den ihm unterstellten Lehrern ab. Die häusliche Grundausbildung der Kinder durch ihre Mütter überwachte er sorgfältig mit Prüfungen, die der Schulzulassung vorausgingen. Die Verbesserung des Schulwesens bedeutete ihm viel, seine Hauptaufgabe sah er aber in seinem geistlichen Amt, das er gewissenhaft und uneigennützig wahrnahm. Am liebsten arbeitete er am Schreibtisch; er kümmerte sich aber auch engagiert um den Kirchenneubau in seiner Gemeinde, der durch die Baufälligkeit der alten Holzkirche notwendig geworden war. Der Neubau wurde mit Granit ausgeführt.
Adolphi war an der Herausgabe des lettischen Gesangbuchs beteiligt. Er hat auch Lieder und Klavierstücke komponiert.
Am 29. Dezember 1882 heiratete er Anna Maria Brandt, eine Tochter des Pastors Karl Brandt.
1891 stiftete er der Bibliothek der Gesellschaft für Geschichte und Altertumskunde der Ostseeprovinzen Russlands einen Brief des Karl Ernst von Baer an Admiral Ferdinand von Wrangel.

### Während der Russischen Revolution von 1905
Während der Russischen Revolution in den Jahren 1905 und 1906 und ihrer gewalttätigen Auswüchse blieb er trotz der Lebensgefahr für die Landpastoren bei seiner Gemeinde. Gegner der Revolution konnten sich auf ihn stützen; Unentschiedene ließen sich von ihm beraten; Revolutionäre mussten ihn als entschiedenen Gegner fürchten. Auch die Kirchenbücher, die alle genealogischen Aufzeichnungen der Gemeinde enthielten, waren durch die Revolution gefährdet. Zu ihrem Schutz vergrub Adolphi sie im Erdboden, womit er sie vor der Vernichtung bewahrte.

### Zwischen den Revolutionen
Auf die Revolution folgten einige friedliche Jahre, die für Adolphi sehr positiv verliefen. Seine Kinder wurden erwachsen, was seine wirtschaftliche Not beendete, wie er mit Dank zur Kenntnis nahm. Erhalten ist ein Brief vom 27. Januar 1907 an Karl Girgensohn mit Anmerkungen zu dessen Werk Zwölf Reden über die christliche Religion. Ein Versuch modernen Menschen die alte Wahrheit zu verkündigen, der vermutlich von Adolphi stammt.
Am Dienstag, dem 20. Januarjul. / 2. Februar 1909greg., hielt er auf der 3. Jahresversammlung der Livländischen Missionskonferenz in Dorpat nachmittags einen Vortrag über das „Heldenzeitalter der Brüdermission“. Im August 1910 eröffnete er die Livländische Provinzialsynode in Fellin mit einer Morgenandacht.
Neben seiner geistlichen Arbeit und seiner Tätigkeit als Schachkomponist (siehe Kapitel „Schach“) betätigte er sich als Autor (beispielsweise der Weihnachtsgeschichte Dseed´ mihła sirds bes breesmas) und Übersetzer ins Lettische. So arbeitete er stark in der lettischsprachigen evangelischen Presse mit. Auch lettische Predigten Adolphis wurden veröffentlicht (siehe Kapitel „Werke“).
Die äußere Mission war Adolphis Spezialgebiet. Seiner Feder entsprang das 1912 herausgegebene Buch Am Fuße der Bergriesen Ostafrikas (sieh Kapitel „Werke“), welches erstmals grundlegend die Arbeit der Leipziger Mission in Ostafrika beschrieb. Daneben verfasste er zahlreiche lettischsprachige Missionsschriften. Auch an dem neuen lettischen Gesangbuch war er maßgeblich beteiligt.
Während des Ersten Weltkrieges, im Januar 1915, sandte Adolphi eine Seidenscharpie, sieben Paar Socken und ein Paar Pulswärmer an das evangelische Feldlazarett.

### Während der Oktoberrevolution
Zeitnah zur Oktoberrevolution im Jahre 1917 kamen in Livland maximalistische Bolschewiki lettischer Ethnie an die Macht. Die russische Armee konnte nicht dagegen vorgehen. Aufgrund ihrer atheistischen Ideologie gingen die Bolschewiki auch gegen die Kirche vor. In seinen Predigten und seelsorgerischen Tätigkeiten leistete Adolphi dagegen Widerstand, womit er die Feindschaft der Bolschewiki gegen sich erregte.
Am 9. Januar 1918 verweigerte Adolphi bewaffneten lettischen Bolschewiki, die in seinem Pastorat erschienen, die Herausgabe der Kirchenschlüssel. Er verriet auch nicht den Ort, an dem sich die Schlüssel befanden. Er und seine Ehefrau Ellen Adolphi (geborene Brand, verwitwete Krause) wurden ergriffen und zur Kirche gezerrt. Dort wurden sie von einer johlenden Menge mit roten Fahnen erwartet. Ein Redner hetzte vor der Kirchentür gegen Adolphi und urteilte: „Der Pastor dient dem blutigen Zaren und den Herren in den Schlössern, gestattet aber nicht dem Volke, sein Eigentum, die Kirche, zu benutzen.“ Aus der Menge schallte es zurück: „In den Sack mit dem Schwarzen, werft ihn in den Aa-Fluss.“ Die Gefahr für Adolphi wuchs immer mehr, der seine Meinung aber nicht änderte, was die Menge noch mehr gegen ihn aufbrachte. Damit der Pastor nicht gelyncht werde, übergab ein Mitglied der Gemeinde die Kirchenschlüssel. Die Kirche wurde gestürmt. Adolphi und seine Frau wurden in Walk inhaftiert.
Einige mutige weibliche Gemeindemitglieder setzten sich für die beiden ein und erreichten nach einigen Tagen die Freilassung und die Rückkehr des Ehepaares nach Adsel. Das Betreten der Kirche wurde dem Pastor bei Todesstrafe verboten, weshalb die Gottesdienste nun im Pastorat stattfanden.
In den nächsten Tagen wurde es für den Geistlichen immer klarer, dass er den Märtyrertod sterben werde. Am 18. Februar 1918 rückte die deutsche Armee von Riga aus vor. Der Vormarsch war unaufhaltsam; das russische Heer und die neugegründeten lettischen Schützenregimenter flohen. Vor ihrem Abzug nahmen die lettischen Bolschewiki Adolphi und seine Ehefrau fest. Ihnen wurde gesagt, dass sie als angebliche Spione in die Russische Sozialistische Föderative Sowjetrepublik verbracht werden sollten. Sie und neun weitere Mitglieder der Gemeinde deutsch-baltischer und lettischer Ethnie wurden nach Walk gebracht und in der ungeheizten Kirche inhaftiert. Ebenfalls in Walk hatte man zuvor 175 angebliche Spione aus Wenden interniert, die aber mittlerweile nach Pleskau weitergebracht worden waren. Nun wurde überlegt, wie mit den Neuankömmlingen zu verfahren sei. Die lettischen Schützen vertraten die Ansicht, dass es am einfachsten sei, sie zu erschießen. Während darüber beraten wurde, froren die Gefangenen weiter in der Kirche. Da die deutschen Truppen sich unaufhaltsam näherten, musste eine schnelle Entscheidung getroffen werden.
Am 21. Februar wurden die Gefangenen von den Bolschewiki aus der Kirche geholt und auf Schlitten platziert. Die Straßen waren überfüllt von Menschen, die vor den deutschen Truppen flohen, als die Gefangenen mit dem Ziel Pleskau fortgebracht wurden. Die Gefangenen, darunter Heinrich Leonhard Adolphi und seine Frau Ellen Adolphi, geborene Brandt, wurden schließlich 7,5 km von Walk entfernt bei einem alten Krug in Kawershof von ihrer Militäreskorte erschlagen. Die Tötungen wurden mit Bajonettstichen und Schlägen mit Gewehrkolben vollzogen. Der Körper des Pastors erlitt dabei 18 Verwundungen, der seiner Ehefrau 23. Die Gefangenen waren den Soldaten hilflos ausgeliefert. Die Getöteten wurden ausgeplündert.
Zwei Tage lang lagen sie dort, wo sie gestorben waren, bis deutsche Soldaten sie fanden. Ihre sterblichen Überreste wurden nach Adsel überführt und auf dem örtlichen Friedhof beerdigt.
Nachdem schon während und unmittelbar nach der Russischen Revolution von 1905 Menschen auch aus antireligiösen Gründen getötet wurden, begann während der ersten Vorherrschaft der Bolschewiki in Livland zwischen der Oktoberrevolution und dem Einrücken der deutschen Truppen im Ersten Weltkrieg eine weitere Verfolgungswelle, wobei Adolphi als erster christlicher Märtyrer dieser Welle betrachtet werden kann. Zu einer weiteren Verfolgungswelle kam es dann nach dem Abzug der deutschen Truppen im Lettischen Unabhängigkeitskrieg, in dessen Verlauf die Bolschewiki vorübergehend erneut die Kontrolle übernahmen.

## Schach
Adolphi war korrespondierendes Mitglied des Rigaer Schachvereins. Mehrmals sandte er korrekte Lösungen für die Schachaufgaben in der Düna-Zeitung ein, mitunter auch als einziger Einsender der intendierten Lösung. Er gab neben dem ersten lettischsprachigen Schachlehrbuch, mit dem er die Verbreitung des Schachspiels im lettischen Sprachgebiet fördern wollte, auch ein deutsches Buch mit Schachproblemen heraus (siehe Kapitel „Werke“). In der lettischen Zeitschrift Austrums leitete er die Schachspalte. In dieser Funktion richtete er ein internationales Problem-Turnier für Zweizüger aus. Dabei sollte jeder, der teilnehmen wollte, bis zum 15. Januar 1898 jeweils ein selbst erdachtes in zwei Zügen lösbares Schachproblem an ihn senden. Er selbst war einer der drei Preisrichter, der erste bis dritte Preis belief sich auf 25 Rubel, 15 Rubel, beziehungsweise 10 Rubel.
Hier einige Beispiele für von Adolphi komponierte Zweizüger, zunächst aus Austrums:
|   | a | b | c | d | e | f | g | h |   |
| 8 |   |   |   |   |   |   |   |   | 8 |
| 7 |   |   |   |   |   |   |   |   | 7 |
| 6 |   |   |   |   |   |   |   |   | 6 |
| 5 |   |   |   |   |   |   |   |   | 5 |
| 4 |   |   |   |   |   |   |   |   | 4 |
| 3 |   |   |   |   |   |   |   |   | 3 |
| 2 |   |   |   |   |   |   |   |   | 2 |
| 1 |   |   |   |   |   |   |   |   | 1 |
|   | a | b | c | d | e | f | g | h |   |

Lösung:

1. Tb7–b3 Ke4–f4

2. Dc5–d4 matt, oder

1. … d5–d4

2. Dc5–e5 ebenfalls matt, oder

1. … g5–g4

2. Dc5–e3 ebenfalls matt
|   | a | b | c | d | e | f | g | h |   |
| 8 |   |   |   |   |   |   |   |   | 8 |
| 7 |   |   |   |   |   |   |   |   | 7 |
| 6 |   |   |   |   |   |   |   |   | 6 |
| 5 |   |   |   |   |   |   |   |   | 5 |
| 4 |   |   |   |   |   |   |   |   | 4 |
| 3 |   |   |   |   |   |   |   |   | 3 |
| 2 |   |   |   |   |   |   |   |   | 2 |
| 1 |   |   |   |   |   |   |   |   | 1 |
|   | a | b | c | d | e | f | g | h |   |

Lösung:

1. Sb7–c5 Kb4–b5 oder Kb4–a5

2. Dd1–a4 matt, oder

1. … Kb4–c4 oder Kb4–c3 oder Kb4–a3

2. Dd1–b3 ebenfalls matt
|   | a | b | c | d | e | f | g | h |   |
| 8 |   |   |   |   |   |   |   |   | 8 |
| 7 |   |   |   |   |   |   |   |   | 7 |
| 6 |   |   |   |   |   |   |   |   | 6 |
| 5 |   |   |   |   |   |   |   |   | 5 |
| 4 |   |   |   |   |   |   |   |   | 4 |
| 3 |   |   |   |   |   |   |   |   | 3 |
| 2 |   |   |   |   |   |   |   |   | 2 |
| 1 |   |   |   |   |   |   |   |   | 1 |
|   | a | b | c | d | e | f | g | h |   |

Lösung:

1. Lb7–e4 Kg8–h8 oder Kg8–h7

2. Tf5–f8 matt, oder

1. … g7–g6 oder g7–g5

2. Le4–d5 ebenfalls matt, oder

1. … Lh6–g5

2. Dd4xg7 ebenfalls matt
Aus Adolphis Problemfreund:
|   | a | b | c | d | e | f | g | h |   |
| 8 |   |   |   |   |   |   |   |   | 8 |
| 7 |   |   |   |   |   |   |   |   | 7 |
| 6 |   |   |   |   |   |   |   |   | 6 |
| 5 |   |   |   |   |   |   |   |   | 5 |
| 4 |   |   |   |   |   |   |   |   | 4 |
| 3 |   |   |   |   |   |   |   |   | 3 |
| 2 |   |   |   |   |   |   |   |   | 2 |
| 1 |   |   |   |   |   |   |   |   | 1 |
|   | a | b | c | d | e | f | g | h |   |

Lösung:

1. Lh4–e1 Kc6–b6

2. Td8–d6 matt
Ein weiteres Beispiel aus Austrums:
|   | a | b | c | d | e | f | g | h |   |
| 8 |   |   |   |   |   |   |   |   | 8 |
| 7 |   |   |   |   |   |   |   |   | 7 |
| 6 |   |   |   |   |   |   |   |   | 6 |
| 5 |   |   |   |   |   |   |   |   | 5 |
| 4 |   |   |   |   |   |   |   |   | 4 |
| 3 |   |   |   |   |   |   |   |   | 3 |
| 2 |   |   |   |   |   |   |   |   | 2 |
| 1 |   |   |   |   |   |   |   |   | 1 |
|   | a | b | c | d | e | f | g | h |   |

Lösung:

1. Se4–f2 Ke3–d4

2. Df5–c5 matt
Und aus der baltischen Jugendschrift:
|   | a | b | c | d | e | f | g | h |   |
| 8 |   |   |   |   |   |   |   |   | 8 |
| 7 |   |   |   |   |   |   |   |   | 7 |
| 6 |   |   |   |   |   |   |   |   | 6 |
| 5 |   |   |   |   |   |   |   |   | 5 |
| 4 |   |   |   |   |   |   |   |   | 4 |
| 3 |   |   |   |   |   |   |   |   | 3 |
| 2 |   |   |   |   |   |   |   |   | 2 |
| 1 |   |   |   |   |   |   |   |   | 1 |
|   | a | b | c | d | e | f | g | h |   |

Lösung:

1. Sc7–a6 Kb7–b6

2. Da4–b5 matt, oder

1. … Kb7–c8

2. Da4–d7 ebenfalls matt, oder

1. … Kb7–a8

2. Da4–c6 ebenfalls matt

## Werke
- Pamahzischana schacha spehlê. Jelgawâ, H. J. Drawin-Drawneeka apgahdibâ, 1892.
- Der kleine Problemfreund. Eine Sammlung leichter zweizügiger Schachaufgaben nebst einer Anleitung zur Lösung. Leipzig, Veit, 1896.
- 16 Predigten Adolphis in O. E. F. Krühn: Deews ar mums. Riga, K. Orlowski, 1899.[25]
- Dseed´ mihła sirds bes breesmas. Agentur zur Verbreitung christlicher Volksschriften, 2. Auflage 1902.
- H. Seidel: Militis. ins Lettische übersetzt von H. L. Adolphi, Agentur zur Verbreitung christlicher Volksschriften, 1902.[26]
- Brief Adolphis (mutmaßlicher Autor) an Karl Girgensohn vom 27. Januar 1907, Signatur NL 120/A/A/3, Universitätsbibliothek Leipzig.
- Am Fuße der Bergriesen Ostafrikas. Geschichte der Leipziger Mission am Kilimandjaro und in den Nachbargebirgen von H. Adolphi. Leipzig, Verlag der evang.-luth. Mission, 1912.[5]